# Guamúchil
Guamúchil, est une ville de l'État de Sinaloa, dans le nord du Mexique. Elle est située à une centaine de kilomètres au nord de Culiacán et est le siège de la municipalité de Salvador Alvarado. En 2010, sa population était de 63 743 habitants. C'est la cinquième ville la plus peuplée de l'état dans laquelle elle se situe (après Culiacán, Mazatlán, Los Mochis et Guasave).

## Blason
Le blason municipal est composé ainsi :
- Quart supérieur-gauche : Le Mont Mochomo et la rivière Evora

- Quart inférieur-gauche : les matières premières utilisées dans le commerce

- Quart supérieur-droit : Le chemin de fer qui a initié la communication pour le progrès de la région

- Quart inférieur-droit : le pois chiche, qui représente une grande partie de la production agricole

- Centre : un homme avec les bras ouverts, appelant le progrès

## Personnalités liées à la commune
Guamúchil était le lieu de résidence de l'acteur et chanteur Pedro Infante, le lieu de naissance de la chanteuse Ana Gabriel, ainsi que de la mannequin Perla Beltrán.